# Fontana dei Putti (Gesualdo)
La fontana dei Putti è una fontana storica Gesualdina.

## Storia
Edificata nel 1605 sotto la signoria di Carlo Gesualdo, la fontana dei putti rappresenta uno dei simboli della Gesualdo antica e della Gesualdo di oggi. Inizialmente collocata lungo le mura di difesa del borgo nei pressi della porta sita in corrispondenza del convento dei Celestini (attuale Municipio), nel 1815, a seguito dei lavori per la realizzazione della strada di ingresso al castello, per volere di Giuseppe Catone, la fontana venne collocata nell'attuale sito di via municipio.

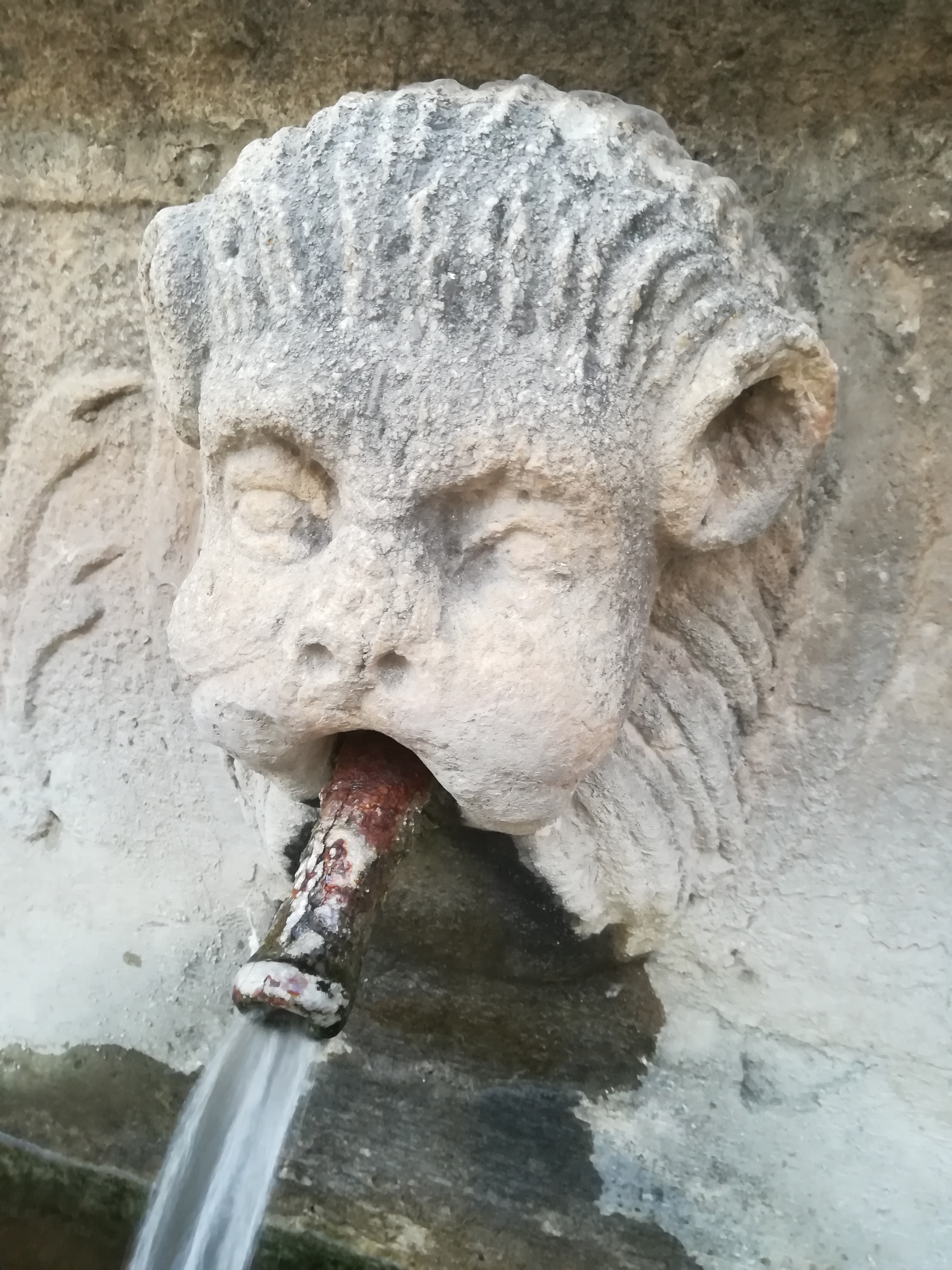
Particolare della fontana

## Descrizione
Il bassorilievo, scolpito in pietra locale, ritrae due angioletti (putti) che sorreggono lo stemma civico di Gesualdo e due leoni dalle cui bocche sgorga l'acqua proveniente dalle sorgenti della Valle delle Canape. Per la ricca presenza di decorazioni scultoree, la fontana cattura lo sguardo e accende curiosità. L'opulenza della terra di Gesualdo è immortalata nei frutti scolpiti sulle paraste laterali che fanno da cornice ai mascheroni leonini. Al gustoso contorno, in evidente contrasto, a padroneggiare tra le bocche di leone sgorganti l'acqua è l'immagine tenebrosa della dea Lilith. Lilith è la divinità che rappresenta il mondo dei morti. Rappresenta l’abisso, l'aridità, la perdizione. Una rappresentazione simbolica nel quale eloquente emerge un monito e l'avvertimento a saper dell'abbondanza non fare abuso pena la sete e le malattie.